# Anisopodus conspersus
Anisopodus conspersus là một loài bọ cánh cứng trong họ Cerambycidae.